# O Kuk-ryol
O Kuk-ryol (7 tháng 1 năm 1930 hoặc 1931 – 7 tháng 2 năm 2023) là một tướng Bắc Triều Tiên, ông là một tướng lĩnh kỳ cựu trong quân đội Triều Tiên, được thăng quân hàm đại tướng từ năm 1979 và được bầu làm phó chủ tịch Ủy ban Quốc phòng Triều Tiên từ tháng 4 năm 2009. Là con trai O Jung-song và cháu của O Jung-hup, người đồng đội của Kim Nhật Thành. Quyền lực của ông suy giảm đáng kể từ khi Jang Song-thaek lên nắm quyền. Sau vụ thanh trừng Jang tháng 12/2013, ông thường xuyên tháp tùng Kim Jong-un trong các sự kiện quan trọng. Ông được cho là người thay thế ông Jang nắm giữ lĩnh vực kinh tế Bắc Triều Tiên.
Ông qua đời vì bệnh suy tim vào ngày 9 tháng 2 năm 2023, ở tuổi 93.